# Episparis jacquelina
Episparis jacquelina är en fjärilsart som beskrevs av Swinhoe 1902. Episparis jacquelina ingår i släktet Episparis och familjen nattflyn. Inga underarter finns listade i Catalogue of Life.